# Magura (distrikt)
Magura (engelska: Magura District) är ett distrikt i Bangladesh.   Det ligger i provinsen Khulna, i den centrala delen av landet, 100 km väster om huvudstaden Dhaka. Antalet invånare är 918 419.
Trakten runt Magura består till största delen av jordbruksmark. Runt Magura är det tätbefolkat, med 913 invånare per kvadratkilometer.